# XIV. Zimske olimpijske igre – Sarajevo 1984.
XIV. Zimske olimpijske igre su održane 1984. godine u Sarajevu, u tadašnjoj SFR Jugoslaviji. Ostali gradovi kandidati su bili Sapporo (Japan) i Falun/Göteborg (Švedska).
Međunarodni olimpijski odbor se u odabiru zemlje domaćina djelomično vodio političkim razlozima: kao nesvrstana zemlja, tadašnja SFRJ je davala manje prilike za hladnoratovske bojkote, zabilježene na OI tih godina. Glavni je motiv ipak bila želja da se Igre, kao simbol svjetskog mira i bratstva među ljudima, održe u gradu koji je do tada najpoznatiji bio po događajima koji su bili neposredan povod za izbijanje Prvog svjetskog rata.
Igre su protekle u prijateljskoj atmosferi, za koju su bili zaslužni iznimno ljubazni domaćini, te su ostale upamćene kao vrlo ugodne Igre za natjecatelje kao i za gledatelje.
U natjecateljskom dijelu Igara su se istaknuli sljedeći pojedinci i momčadi:
- Skijaš Jure Franko je osvojio prvu medalju za Jugoslaviju na ZOI u povijesti; bilo je to srebro u veleslalomu.
- Marja-Liisa Hämäläinen je osvojila sve tri pojedinačne utrke u skijaškom trčanju.
- Gaétan Boucher (Kanada) i Karin Enke (DR Njemačka) su osvojili po dva zlata u brzom klizanju, dok je ženski tim DR Njemačke osvojio 9 od 12 mogućih medalja u tom športu.
- Biatlonac Eirik Kvalfoss iz Norveške je osvojio po jedno zlato, srebro i broncu.
- Blizanci Phil i Steve Mahre iz SAD-a su osvojili prvo i drugo mjesto u slalomu.
- Jayne Torvill i Christopher Dean, plesni klizački par iz Velike Britanije, svojim su nastupom osvojili suce, koji su im dali maksimalne ocjene za umjetnički dojam. Oduševljeni su bili i gledatelji, te je taj par ostao upamćen kao jedni od najomiljenijih i naimpresivnijih pobjednika u umjetničkom klizanju u olimpijskoj povijesti.

## Popis sportova
| - alpsko skijanje - biatlon - bob - brzo klizanje - hokej na ledu - sanjkanje |  | - nordijsko skijanje: - skijaško trčanje - nordijska kombinacija - skijaški skokovi - umjetničko klizanje |

Demonstracijski šport je bilo paraolimpijsko skijanje.

## Popis podjele medalja
(Medalje domaćina posebno istaknute)
| Zimske olimpijske igre Sarajevo 1984. | Zimske olimpijske igre Sarajevo 1984. | Zimske olimpijske igre Sarajevo 1984. | Zimske olimpijske igre Sarajevo 1984. | Zimske olimpijske igre Sarajevo 1984. | Zimske olimpijske igre Sarajevo 1984. |
| ------------------------------------- | ------------------------------------- | ------------------------------------- | ------------------------------------- | ------------------------------------- | ------------------------------------- |
| Plasman                               | Država                                | Zlato                                 | Srebro                                | Bronca                                | Ukupno                                |
| 1                                     | Istočna Njemačka                      | 9                                     | 9                                     | 6                                     | 24                                    |
| 2                                     | SSSR                                  | 6                                     | 10                                    | 9                                     | 25                                    |
| 3                                     | SAD                                   | 4                                     | 4                                     | 0                                     | 8                                     |
| 4                                     | Finska                                | 4                                     | 3                                     | 6                                     | 13                                    |
| 5                                     | Švedska                               | 4                                     | 2                                     | 2                                     | 8                                     |
| 6                                     | Norveška                              | 3                                     | 2                                     | 4                                     | 9                                     |
| 7                                     | Švicarska                             | 2                                     | 2                                     | 1                                     | 5                                     |
| 8                                     | Kanada                                | 2                                     | 1                                     | 1                                     | 4                                     |
| 8                                     | Zapadna Njemačka                      | 2                                     | 1                                     | 1                                     | 4                                     |
| 10                                    | Italija                               | 2                                     | 0                                     | 0                                     | 2                                     |
| 11                                    | Velika Britanija                      | 1                                     | 0                                     | 0                                     | 1                                     |
| 12                                    | Čehoslovačka                          | 0                                     | 2                                     | 4                                     | 6                                     |
| 13                                    | Francuska                             | 0                                     | 1                                     | 2                                     | 3                                     |
| 14                                    | Japan                                 | 0                                     | 1                                     | 0                                     | 1                                     |
| 14                                    | Jugoslavija                           | 0                                     | 1                                     | 0                                     | 1                                     |
| 16                                    | Lihtenštajn                           | 0                                     | 0                                     | 2                                     | 2                                     |
| 17                                    | Austrija                              | 0                                     | 0                                     | 1                                     | 1                                     |
|                                       |                                       |                                       |                                       |                                       |                                       |
| Ukupno                                | Ukupno                                | 39                                    | 39                                    | 39                                    | 117                                   |